# お天気ママさん
『キリン お天気ママさん』（おてんきママさん）は、1964年6月26日から1984年10月6日まで、TBSで毎週月曜日から土曜日 18:55 - 19:00 (JST) に放送された天気予報番組である。麒麟麦酒の一社提供番組。
北海道文化放送で同時間帯(放送期間はより後期』に放送されていた天気予報番組である『キリン お天気ジョッキー』もほぼ同一の番組構成（企画ネット番組同義）であった。OP・EDも「お天気ママさん」と同一。

## 概要
TBSが日本気象協会内に設置したスタジオからの放送を行った天気予報番組である。女性キャスターを起用し、母親が子供に語りかけるようなやさしい口調を用いて天気予報を伝える演出が採られた。また、番組のスタジオセットに季節の花で飾ったテーブルを使い放送された時期もある。三木鶏郎作曲の「キリンレモン」CMソングが番組のテーマ曲として使用された。
放送開始当初の本番組で使用された天気図は、NHKの同時間帯の天気予報よりも新しい、15時現在（以下時間表記はJST）の天気図を用いていた（NHKは12時現在）。
1984年10月の『JNNニュースコープ』の時間拡大（50分化）に伴い終了。天気予報は同番組内に吸収された。本番組に出演した気象キャスターは降板となり、以降の番組では日本気象協会所属の気象解説者が専属で担当している。

## 出演者
- 大沢嘉子（元TBSアナウンサー）
- 渡辺直子（元フジテレビアナウンサー）
- 中條秀子
- 川内明子
- 白井京子（フリーアナウンサー）
- 岩崎直子（当時TBSアナウンサー）
- 石井和子（当時TBSアナウンサー）

## CMについて
- キリンビールの一社提供で放送された番組であり、放送時間帯や視聴者層への配慮から番組中で放送されるCMはビール製品や、系列会社・キリン・シーグラム（現：キリンディスティラリー）のウイスキー製品ではなく「キリンレモン」や「キリンオレンジ」等、現在はキリンビバレッジから発売されているソフトドリンクがメインだった。また、カウキャッチャー(番組開始前)の15秒とヒッチハイク(番組終了後)の15秒に分かれており、カウキャッチャーには上記のソフトドリンクのCMが多く、ヒッチハイクには「21世紀に乾杯、KIRIN」という当時のキャッチフレーズが使われた企業イメージのCMが多かった。
- 1980年代の末期になると、キリンレモンやキリンオレンジだけでなく、キリントマトジュースやキリン野菜ジュース、そして系列会社・小岩井乳業の乳製品「小岩井クリーミーチーズ」も放送する様になった。

## 補足
- 番組放送開始の際、「キリンビールのお天気ママさん」のタイトル読みの後に「キリンレモン」と「キリンオレンジ」には「提供 キリンビール」とクレジットが出る。また放送終了の際、「キリンビールの提供でお送りしました」、「お天気ママさんを終わります」のタイトル読みの後、「キリンレモン」には「提供 キリンビール」とクレジット表示されていたが、「キリンオレンジ」にはクレジット表示が出ていなかった。
- 番組オープニングとエンディングには、岡本忠成制作の人形による実写アニメが流れていた。番組初期～80年前後まではキリンレモンの瓶に目・口・手が貼られたものが使われ、それ以降は瓶が使用されない人形アニメとなった。BGMには「キリンレモンの歌」のインストバージョンが使用され、オープニングでは「うちじゅうみんな」のところで一旦音が切れ、「キリンビールのお天気ママさん」のタイトル読みの後に残りの部分が流れた。その後、先述の「トマトジュース」・「野菜ジュース」・「クリーミーチーズ」の時は、トマト・野菜・ウシを放送する様になった。